# Чаладзе, Георгий
Георгий Чаладзе (груз. გიორგი ჩალაძე) — Грузинский юрист, международно признанный медиатор и политический деятель, связанный с партией Единое национальное движение (ЕНД). В 2009—2011 годах занимал пост заместителя министра в правительстве Грузии при президенте Михаиле Саакашвили. Является ключевым юридическим представителем и пресс-секретарем Саакашвили после его заключения в 2021 году.

## Образование
Будучи старшеклассником, Чаладзе стал стипендиатом престижной программы обмена Future Leaders Exchange (FLEX), финансируемой Государственным департаментом США. В рамках этой программы он учился в США и в 2003 году окончил среднюю школу El Modena High School в Ориндже, штат Калифорния.
Позже получил степень магистра права (LL.M.) в области разрешения споров в Институте Страуса при Школе права Университета Пеппердайн в Малибу, Калифорния. Институт Страуса неоднократно занимал первое место в рейтинге U.S. News & World Report среди программ по разрешению споров в США. Обучался по программе как обладатель Президентской стипендии от Грузии.

## Карьера

### Государственная служба
Во время президентства Михаила Саакашвили Чаладзе занимал государственные должности. В июне 2009 года был включен в состав государственной делегации Грузии в Вашингтон для участия во встречах по реализации Хартии о стратегическом партнерстве между США и Грузией. В октябре 2010 года был назначен заместителем министра культуры, охраны памятников и спорта, а в январе 2011 года, после реструктуризации правительства, — заместителем министра по делам спорта и молодежи.

### Юридическая и предпринимательская деятельность
Является членом Коллегии адвокатов Грузии с 24 июня 2005 года со специализациями в гражданском, уголовном и коммерческом праве. Основал консалтинговую фирму Novalaw в Праге и Национальную лабораторию генетики в Грузии.

### Политическая деятельность
После заключения Михаила Саакашвили в 2021 году Чаладзе стал его ведущим адвокатом и представителем. Его деятельность включает международное лоббирование, направленное на оказание давления со стороны Запада на правительство Грузии. Правящая партия «Грузинская мечта» и её представители, включая премьер-министра Ираклия Кобахидзе и министра юстиции Рати Брегадзе, публично и резко критиковали Чаладзе, обвиняя его в лоббировании интересов «партии глобальной войны» и называя «провокатором».
В 2024 году Чаладзе был включен в избирательный список ЕНД на парламентских выборах. После того как правящая партия «Грузинская мечта» была объявлена победителем, ЕНД и все другие оппозиционные партии заявили о масштабных фальсификациях и отказались признавать результаты. Международные наблюдатели от ОБСЕ подтвердили, что выборы прошли в условиях «неравных правил игры» и были омрачены «запугиванием избирателей». В знак протеста вся оппозиция, включая Чаладзе, отказалась от своих мандатов и бойкотировала работу парламента, что спровоцировало затяжной политический кризис и массовые уличные протесты.

## Инциденты
Чаладзе заявлял о нескольких инцидентах, которые он связывал со своей политической деятельностью. В августе 2021 года он был задержан полицией во время акции протеста; на следующий день суд признал его задержание незаконным. В сентябре 2021 года его имя появилось в утекших файлах, предположительно принадлежащих Службе государственной безопасности, как одного из объектов незаконного прослушивания. В июне 2023 года он сообщил о покушении, заявив, что топливопровод его автомобиля был перерезан.